# Eduardo Silva Meluk
Eduardo Silva Meluk (Cúcuta, Colombia, 15 de enero de 1970) es un administrador de empresas con especialización en finanzas de la Universidad EAFIT. Fue el trigésimo-noveno presidente del club Independiente Medellín de Colombia, así como también el representante legal del Millonarios. El 8 de diciembre de 2023 fue nombrado por Federico Gutiérrez como director del Inder Medellín.

## Millonarios FC
Silva Meluk llegó a Millonarios en 2011 como representante del presidente José Roberto Arango, luego de que este salvará a la institución de la desaparición cambiando su razón social (Club Deportivo Los Millonarios) por la de (Azul y Blanco Millonarios Fútbol Club S.A). Posteriormente, Silva Meluk fue el presidente de Millonarios entre el 1 de mayo de 2011 y el 1 de febrero de 2012. Durante su mandato el club disputó 48 partidos, ganó 18 empató 11 y perdió 14. Se consagró campeón de la Copa Colombia 2011 bajo las órdenes del entrenador venezolano Richard Páez.

## Independiente Medellín
Desde que llegó al equipo, se ha estado especializando en crear buenas estrategias financieras que beneficiaría tanto a la hincha como a la junta directiva que se denominó, Todos en uno, en el cual, mediante unos carnets de membresía, si un usuario se afilia al Equipo del Pueblo(apodo con el cual la hinchada lo conoce por generaciones) tendrá acceso ilimitado al ingreso del estadio Atanasio Girardot, en donde juegan todos los partidos en condición de local, y con un asiento reservado para cada encuentro. Sin embargo, este abono mostraba ciertas desventajas, porque, a medida que iban ascendiendo a los cuartos de final, el bono aumenta el precio de la boletería para entrar al estadio (y se complica un poco más se falta a la mayoría de los partidos), también pueden otorgarle el puesto que habías reservado con esa tarjeta a otra persona que pague a un precio más barato. A pesar de estas controversias, este proyecto ha estado ayudando demasiado a los hinchas de evitar comprar boletas en ventas ambulantes.
Con sus diligencias, el Medellín ha logrado conseguir nóminas de excelente calidad mediante la llegada de excelentes jugadores tanto tradicionales como provenientes de otros equipos: Los ex-Atlético Huila, Juan Fernando Caicedo, Hernán Hechalar y Didier Moreno, en 2015; el ex-Envigado, Fabio Burbano, los ex-Independiente Santa Fe, Daniel Torres y Luis Carlos Arias (quien jugó antes con el Medellín en 2009, consiguiendo su quinto título), y el ex-Universidad Católica de Chile, Matías Cahais, en 2015 de la segunda temporada; por último, el goleador del Deportivo Pereira, Leonardo Castro.
Con su llegada, el DIM logró clasificar a torneos internacionales como la Copa Sudamericana 2016 y la Copa Libertadores 2017.

## Cúcuta Deportivo
Fue nombrado como nuevo presidente del Cúcuta Deportivo en marzo de 2022, luego de que el "Doblemente glorioso" volviera a tener el aval de la Dimayor y el Ministerio del Deporte para competir profesionalmente.

## Clubes
| Equipo                            | Periodo             | Periodo                 | Partidos | Partidos | Partidos | Partidos | Partidos | Rol        |
| Equipo                            | Desde               | Hasta                   | PJ       | PG       | PE       | PP       | %        | Rol        |
| --------------------------------- | ------------------- | ----------------------- | -------- | -------- | -------- | -------- | -------- | ---------- |
| Millonarios · Colombia            | 1 de mayo de 2011   | 1 de febrero de 2012    | 48       | 18       | 11       | 14       | 45.14%   | Presidente |
| Independiente Medellín · Colombia | 1 de enero de 2014  | 26 de enero de 2018     | 244      | 112      | 64       | 68       | 59.52%   | Presidente |
| Cúcuta Deportivo · Colombia       | 10 de marzo de 2022 | 28 de noviembre de 2023 |          |          |          |          | 45.83%   | Presidente |

## Palmarés

### Títulos
| Título        | Club                   | País     | Año  |
| ------------- | ---------------------- | -------- | ---- |
| Copa Colombia | Millonarios            | Colombia | 2011 |
| Primera A     | Independiente Medellín | Colombia | 2016 |